# Afra Bianchin Scarpa
Afra Bianchin Scarpa (* 28. März 1937 in Montebelluna; † 30. Juli 2011) war eine italienische Architektin und Designerin. Sie studierte, wie ihr Mann Tobia Scarpa, an der Universität Venedig.
Afra Bianchin begann ihre Design-Karriere im Jahre 1958 mit ihrem Mann in Murano. Seit 1960 entstanden viele gemeinsame Produkte.

## Gruppenausstellungen
- November 2004 – Februar 2005: Jewelry and design, Design-Museum, Triennale Mailand
- Juni 2005: Italian Design Exhibit, Chicago
- Januar 2006 – Februar 2006: Luxury in Living, Biltmore Fashion Park, Phoenix (USA)

## Möbeldesign (Auswahl)
- Bisante, Tisch, mit Tobia Scarpa, Hersteller: Goppion[2]